# Kaulu
Kaulu è una divinità ingannatrice della mitologia hawaiiana.

## Biografia
Secondo la leggenda Kaulu è nato nell'isola di Oahu, ultimo figlio di Ku-ka-ohia-laka e Hina-ulu-ohia.
Sin dall'infanzia, il fratello Kamano attentò alla sua vita: per tale ragione Kaulu non assume volentieri forma umana, ma si rivela in forma di corda appoggiata ad una mensola, sorvegliato dal fratello Kaeha. Kaulu supera tutti gli ostacoli grazie alla sua forza, che risiede nelle sue mani. Usa le mani per abbattere letteralmente gli ostacoli frangendo, ad esempio, le onde come fanno i moderni surf.
Fra le sue imprese di ingannatore annovera il fatto di venire nascosto dal fratello Kaeha fra le foglie delle palme, dalle quali parla con una voce simile a quella degli dei. Ha anche nascosto dei sassi sui giacigli degli spiriti. Rubò agli dei anche la pianta di awa, portandola fra gli esseri umani.
La sua più grande avventura è il salvataggio del fratello Kaeha. Successivamente va a Kapalama, dove uccide Haumea intrappolandola in una rete ottenuta con l'inganno da Makali‘i. Va poi a Kailua dove uccide Lono-ka-eho dalle otto teste e il suo cane Kuilioloa cantando un incantesimo e divenendo quindi re di Ko'olau.
Anche se è noto soprattutto per i suoi inganni, Kaulu è noto anche per alcune buone azioni. Grazie alla sua forza, con le sole mani infranse l'oceano per renderlo meno pericoloso per chi vive vicino ad esso. Inoltre viaggiò molto. Nei suoi viaggi si spinse nella terra degli dei per liberare il proprio fratello, Kaeha.
Fra i suoi tanti viaggi si ricorda anche quello grazie al quale Kaulu portò alle Hawaii il suolo commestibile di Kawainui, la più grande zona umida hawaiiana, oggi noto come sale di alaea, usato come medicinale e come detergente anche a Tahiti, specie in momenti di carestia.
Era venerato come il dio della musica e del canto.
Secondo la tradizione sono ancora visibili i resti della scuola di canto dedicata a Kaulu e considerata luogo sacro.
Si è sposato con Kakele da cui non ebbe nessun figlio.

## Il salvataggio di Kaeha
Kaulu si recò nella terra degli dei per salvare il proprio fratello, Kaeha, fatto prigioniero. Dopo averlo liberato, dato che gli dei si rifiutarono di nutrire suo fratello (un affronto reputato gravissimo), Kaulu affermò che avrebbe preso qualunque cosa egli volesse, così rubò di tutto, dal cibo dal sacro suolo di Manowaikeoo fino ai raggi del sole. Gli dei, adirati con Kaulu, lo fanno ingoiare dal capo degli squali Kukama-ulu-nui-akea mentre fa surf. Kaulu quindi beve l'intero oceano per trovare il fratello e poi risputa tutta l'acqua (per tale motivo oggi l'acqua dell'oceano è salata).